# Kostel svatého Prokopa (Braník)
Kostel svatého Prokopa v Braníku je římskokatolický farní kostel z roku 1904 vystavěný v novorománském slohu. Nachází se ve Školní ulici v Praze 4-Braníku,    Kostel byl zapsán na seznam památek před rokem 1988.
Administrátorem kostela je P. Mgr. Jan pata

## Historie
Branický kostel sv. Prokopa je jednolodní stavba s apsidou a hranolovou věží na západním průčelí vystavěná v letech 1900–1904 v novorománském slohu. Autorem projektu byl architekt Rudolf Vomáčka.
Nové zvony Svatá Anežka a Svatý Vojtěch byly zavěšeny na počátku 21. století jako náhrada za zvony zrekvírované během druhé světové války.
Před kostelem stojí na podstavci pískovcová socha svatého Jana Nepomuckého v dlouhé klerice, dílo umělec z okruhu Františka Ignáce Platzera z poloviny 18. století. Socha původně stávala v nedalekém dominikánském dvoře, ke kostelu byla přenesena roku 1950.

## Současnost
Kostel sv. Prokopa je pravidelně využíván po dobu celého liturgického roku, včetně Velikonočních a Vánočních akcí.

## Galerie

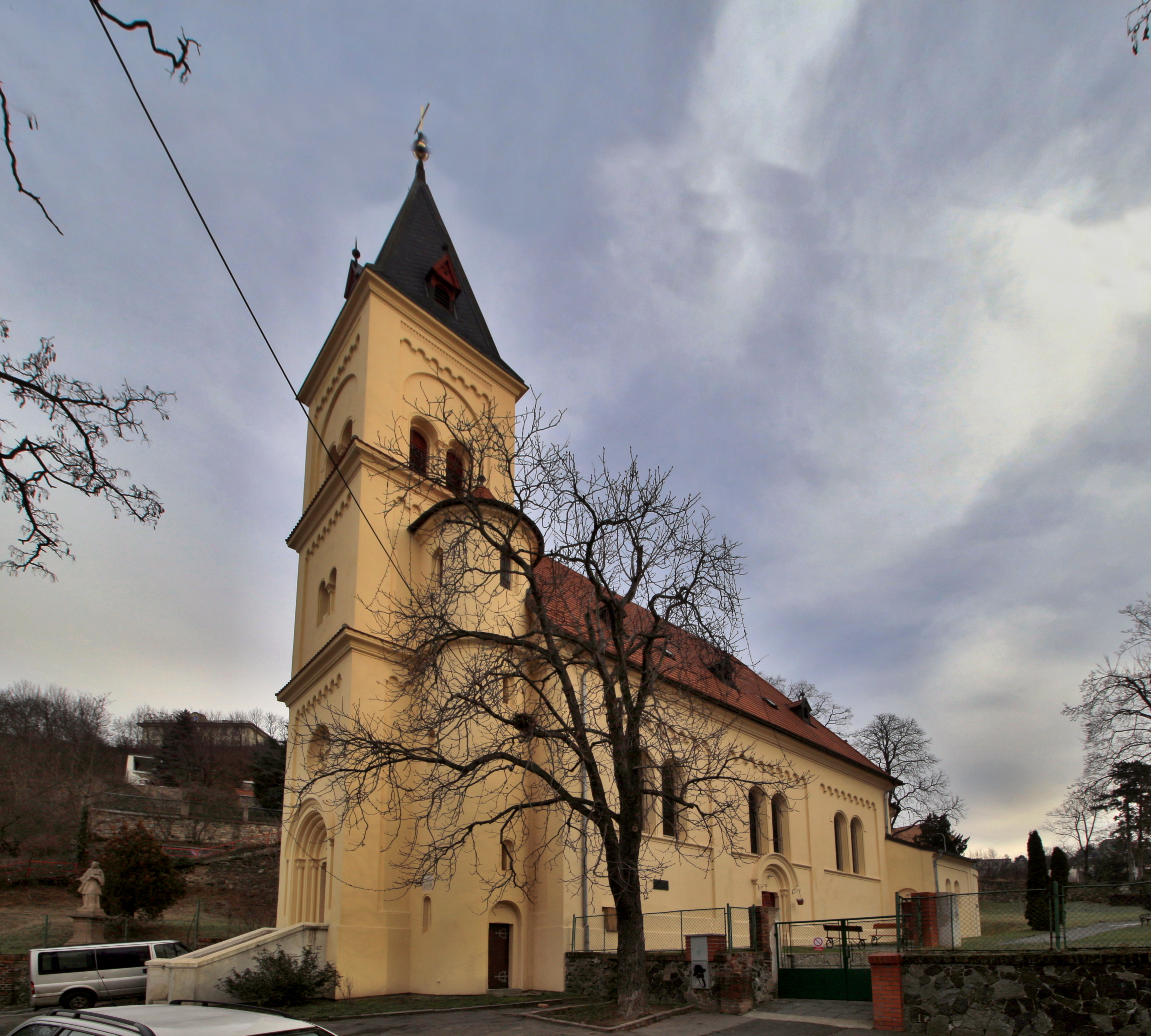
Boční pohled
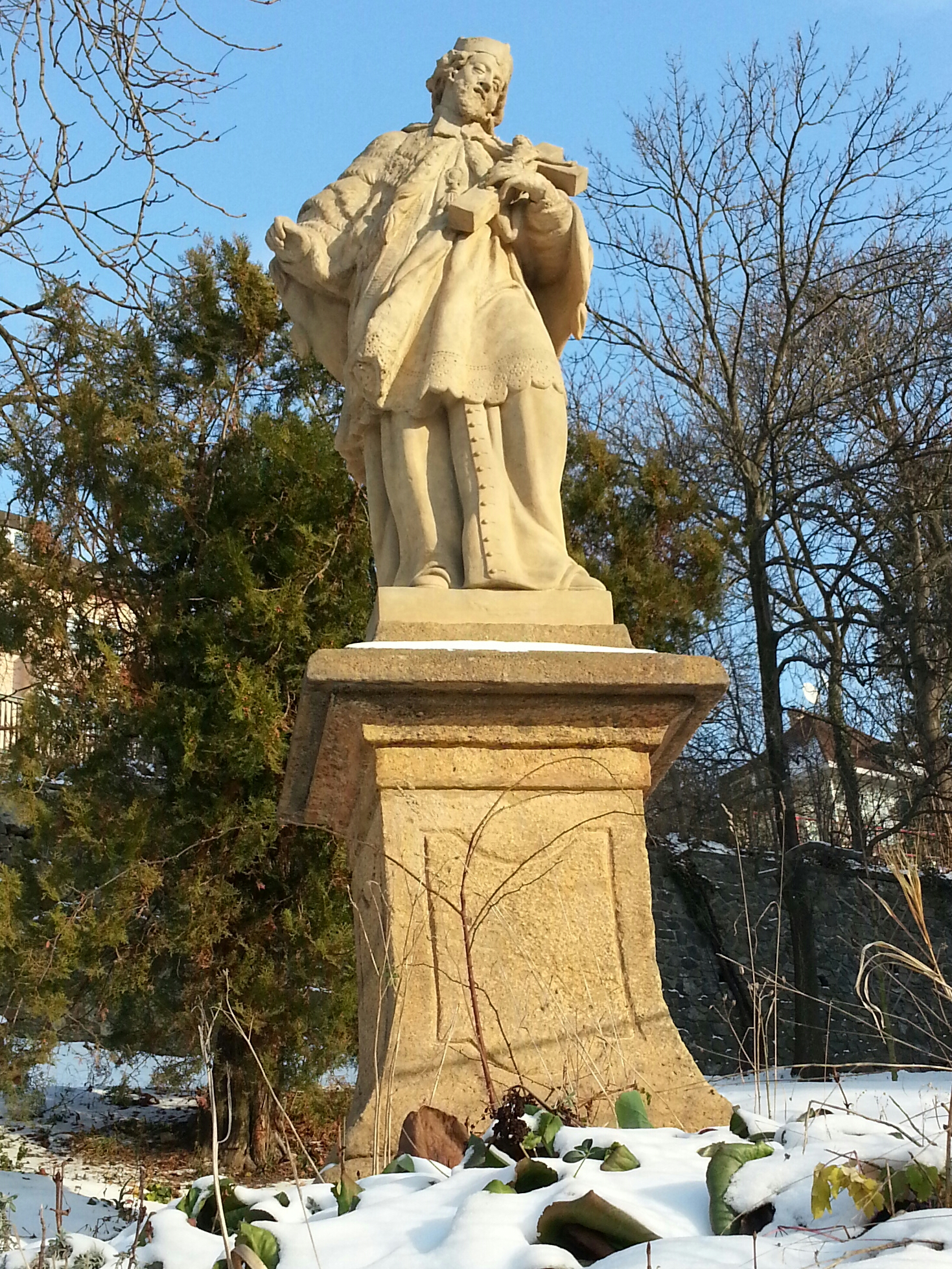
Socha sv. Jana Nepomuckého